# Robert Henryson

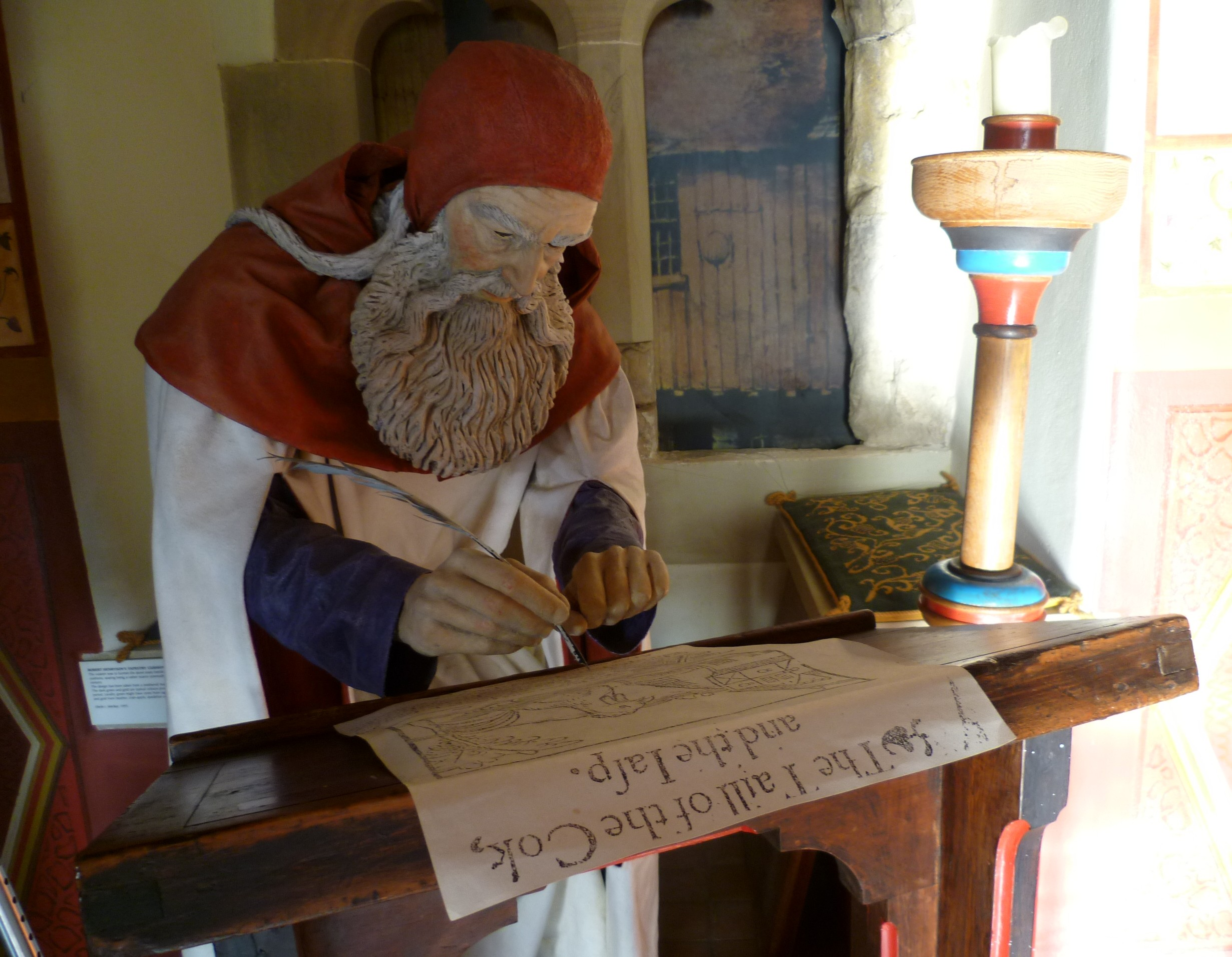
Literatura de Escocia por Robert Henryson

Robert Henryson (también transcrito Henderson) fue un poeta escocés (*ca. 1425 - † ca. 1500) de cuya vida personal casi nada se conoce. Pudo haber enseñado en la abadía de Dunfermline, y quizá estuvo relacionado con la Universidad de Glasgow. Fue uno de los poetas o bardos llamados makars en Escocia, y también uno de los poetas escoceses denominados chaucerianos por la crítica. Sus principales obras son:
- Morall Fabillis of Esope the Phrygian, trece glosas a las fábulas de Esopo.
- Testament of Cresseid, continuación del Troilo de Chaucer.
- Tale of Orpheus.
- Robene and Makyne.

Es una figura relevante de la literatura tardomedieval en inglés de Escocia.